# Cases-de-Pène
Pour les articles homonymes, voir Pène.
Cases-de-Pène  est une commune française située dans le nord-est du département des Pyrénées-Orientales, en région Occitanie. Sur le plan historique et culturel, la commune est dans le Roussillon, une ancienne province du royaume de France, qui a existé de 1659 jusqu'en 1790 et qui recouvrait les trois vigueries du Roussillon, du Conflent et de Cerdagne.
Exposée à un climat méditerranéen, elle est drainée par l'Agly et par deux autres cours d'eau. La commune possède un patrimoine naturel remarquable : un site Natura 2000 (les « Basses Corbières ») et quatre zones naturelles d'intérêt écologique, faunistique et floristique.
Cases-de-Pène est une commune rurale qui compte 978 habitants en 2022, après avoir connu une forte hausse de la population depuis 1975.  Elle fait partie de l'aire d'attraction de Perpignan. Ses habitants sont appelés les Casois ou  Casoises.

## Géographie

### Localisation
La commune de Cases-de-Pène se trouve dans le département des Pyrénées-Orientales, en région Occitanie.
Elle se situe à 13 km à vol d'oiseau de Perpignan, préfecture du département, et à 7 km de Rivesaltes, bureau centralisateur du canton de la Vallée de l'Agly dont dépend la commune depuis 2015 pour les élections départementales.
La commune fait en outre partie du bassin de vie de Perpignan.
Les communes les plus proches sont : 
Calce (3,5 km), Baixas (3,7 km), Espira-de-l'Agly (4,0 km), Tautavel (5,1 km), Peyrestortes (6,0 km), Rivesaltes (7,2 km), Estagel (7,3 km), Vingrau (7,7 km).
Sur le plan historique et culturel, Cases-de-Pène fait partie du Fenouillèdes, une dépression allongée entre les Corbières et les massifs pyrénéens recouvrant la presque totalité du bassin de l'Agly. Ce territoire est culturellement une zone de langue occitane.

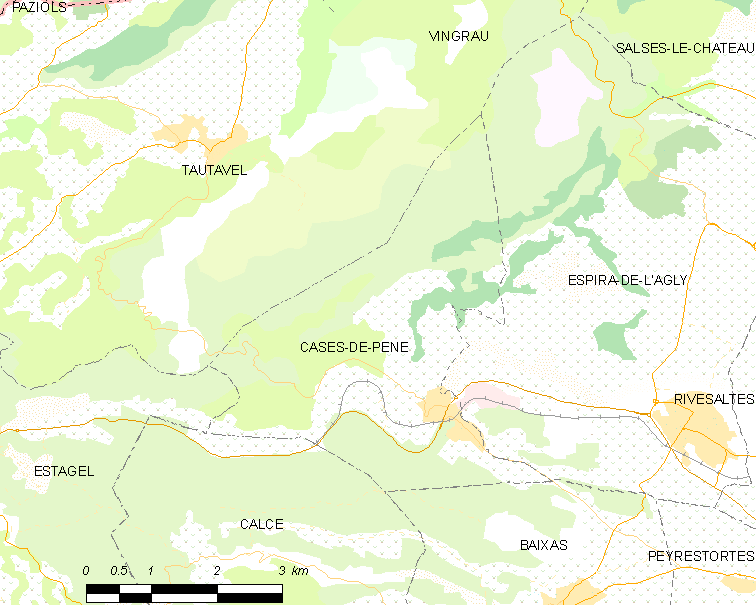
Situation de la commune.

| Tautavel | Vingrau (par un quadripoint) |                  |
|          | Cases-de-Pène                | Espira-de-l'Agly |
| Estagel  | Calce                        | Baixas           |

### Géologie et relief
La commune est classée en zone de sismicité 3, correspondant à une sismicité modérée.

### Hydrographie
- L'Agly (Aglí en catalan), fleuve côtier qui se jette dans la mer Méditerranée[7].

### Climat
Pour des articles plus généraux, voir Climat de l'Occitanie et Climat des Pyrénées-Orientales.
En 2010, le climat de la commune est de type climat méditerranéen franc, selon une étude du CNRS s'appuyant sur une série de données couvrant la période 1971-2000. En 2020, Météo-France publie une typologie des climats de la France métropolitaine dans laquelle la commune est exposée à un climat méditerranéen et est dans la région climatique Provence, Languedoc-Roussillon, caractérisée par une pluviométrie faible en été, un très bon ensoleillement (2 600 h/an), un été chaud (21,5 °C), un air très sec en été, sec en toutes saisons, des vents forts (fréquence de 40 à 50 % de vents > 5 m/s) et peu de brouillards.
Pour la période 1971-2000, la température annuelle moyenne est de 15 °C, avec une amplitude thermique annuelle de 16 °C. Le cumul annuel moyen de précipitations est de 581 mm, avec 5,6 jours de précipitations en janvier et 2,8 jours en juillet. Pour la période 1991-2020, la température moyenne annuelle observée sur la station météorologique la plus proche, située sur la commune de Perpignan à 13 km à vol d'oiseau, est de 16,0 °C et le cumul annuel moyen de précipitations est de 578,3 mm,. Pour l'avenir, les paramètres climatiques de la commune estimés pour 2050 selon différents scénarios d’émission de gaz à effet de serre sont consultables sur un site dédié publié par Météo-France en novembre 2022.

### Milieux naturels et biodiversité

#### Réseau Natura 2000

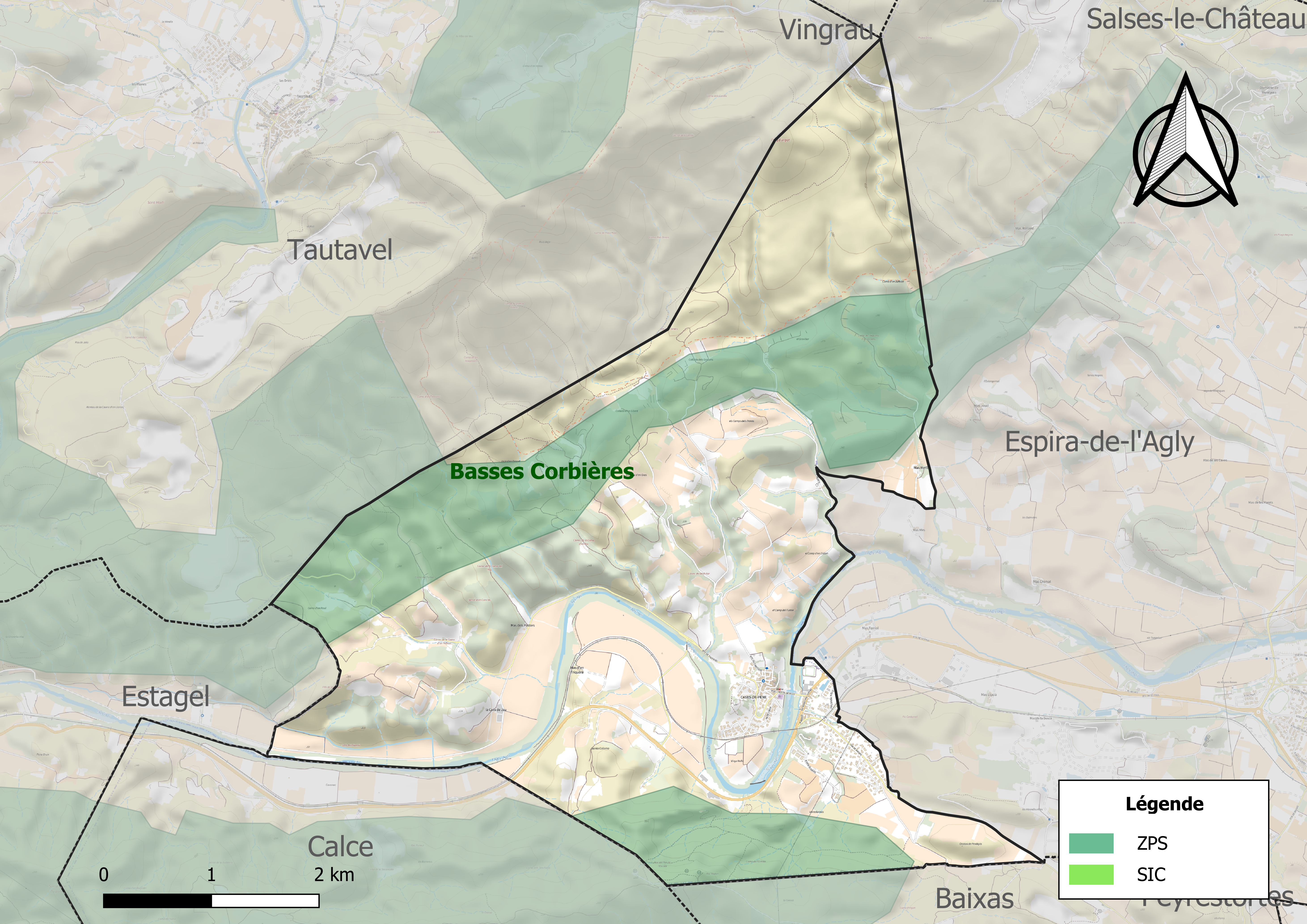
Sites Natura 2000 sur le territoire communal.

Le réseau Natura 2000 est un réseau écologique européen de sites naturels d'intérêt écologique élaboré à partir des directives habitats et oiseaux, constitué de zones spéciales de conservation (ZSC) et de zones de protection spéciale (ZPS).
Un site Natura 2000 a été défini sur la commune au titre  de la directive oiseaux : 0, d'une superficie de 29 495 ha, sont un site important pour la conservation des rapaces : l'Aigle de Bonelli, l’'Aigle royal, le 'Grand-duc d’Europe, le 'Circaète Jean-le-Blanc, le 'Faucon pèlerin, le 'Busard cendré, l’'Aigle botté.

#### Zones naturelles d'intérêt écologique, faunistique et floristique
L’inventaire des zones naturelles d'intérêt écologique, faunistique et floristique (ZNIEFF) a pour objectif de réaliser une couverture des zones les plus intéressantes sur le plan écologique, essentiellement dans la perspective d’améliorer la connaissance du patrimoine naturel national et de fournir aux différents décideurs un outil d’aide à la prise en compte de l’environnement dans l’aménagement du territoire.
Trois ZNIEFF de type 1 sont recensées sur la commune :
- les « corniches de Notre-Dame de Pène et d'Estagel » (1 112 ha), couvrant 4 communes du département[18] ;
- la « serre de Tautavel » (1 388 ha), couvrant 2 communes du département[19],
- la « vallée de l'Agly » (164 ha), couvrant 5 communes du département[20] ;

et une ZNIEFF de type 2, : 
les « Corbières orientales » (30 263 ha), couvrant 19 communes dont 12 dans l'Aude et sept dans les Pyrénées-Orientales.

Carte des ZNIEFF de type 1 et 2 à Cases-de-Pène.
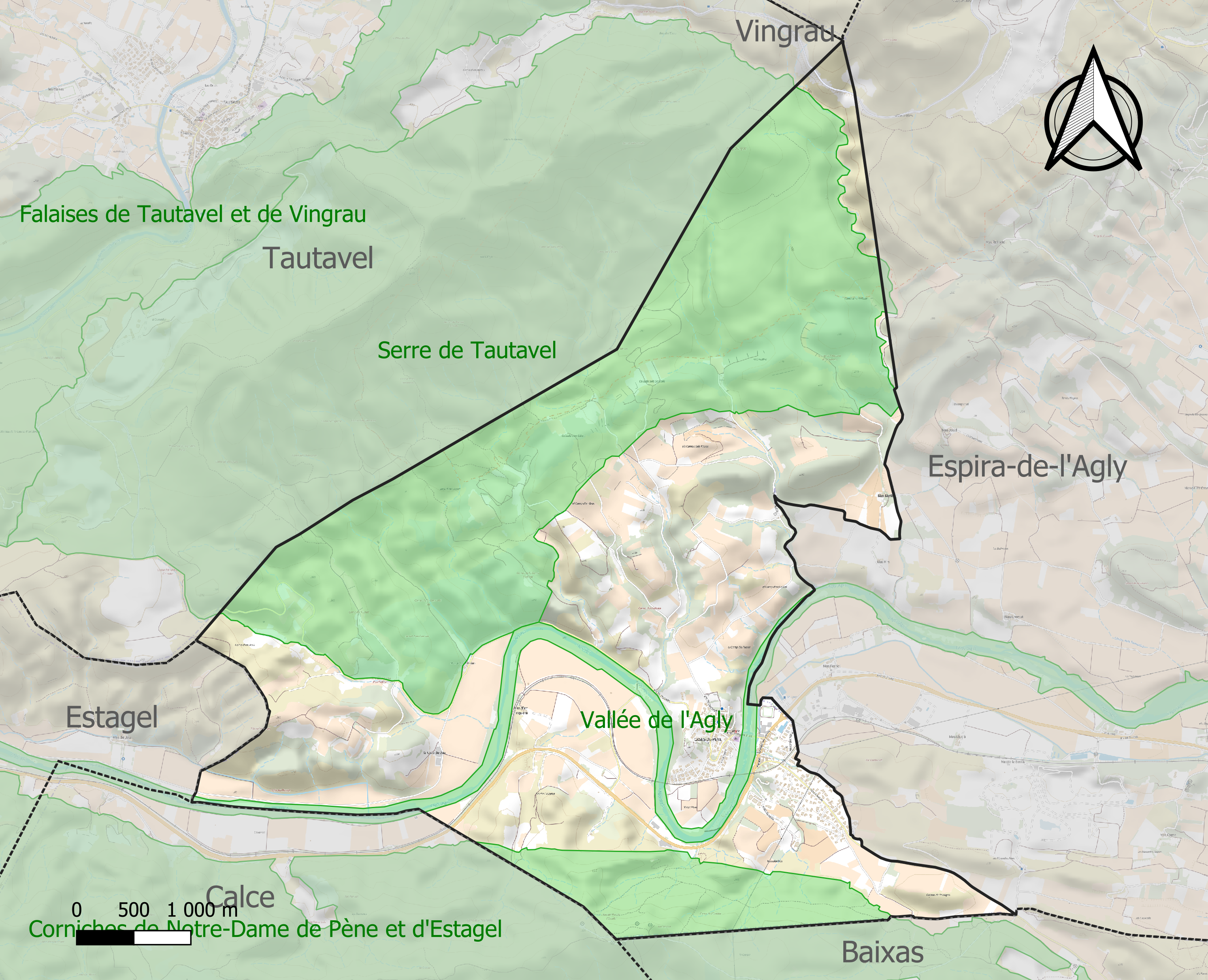
Carte des ZNIEFF de type 1 sur la commune.
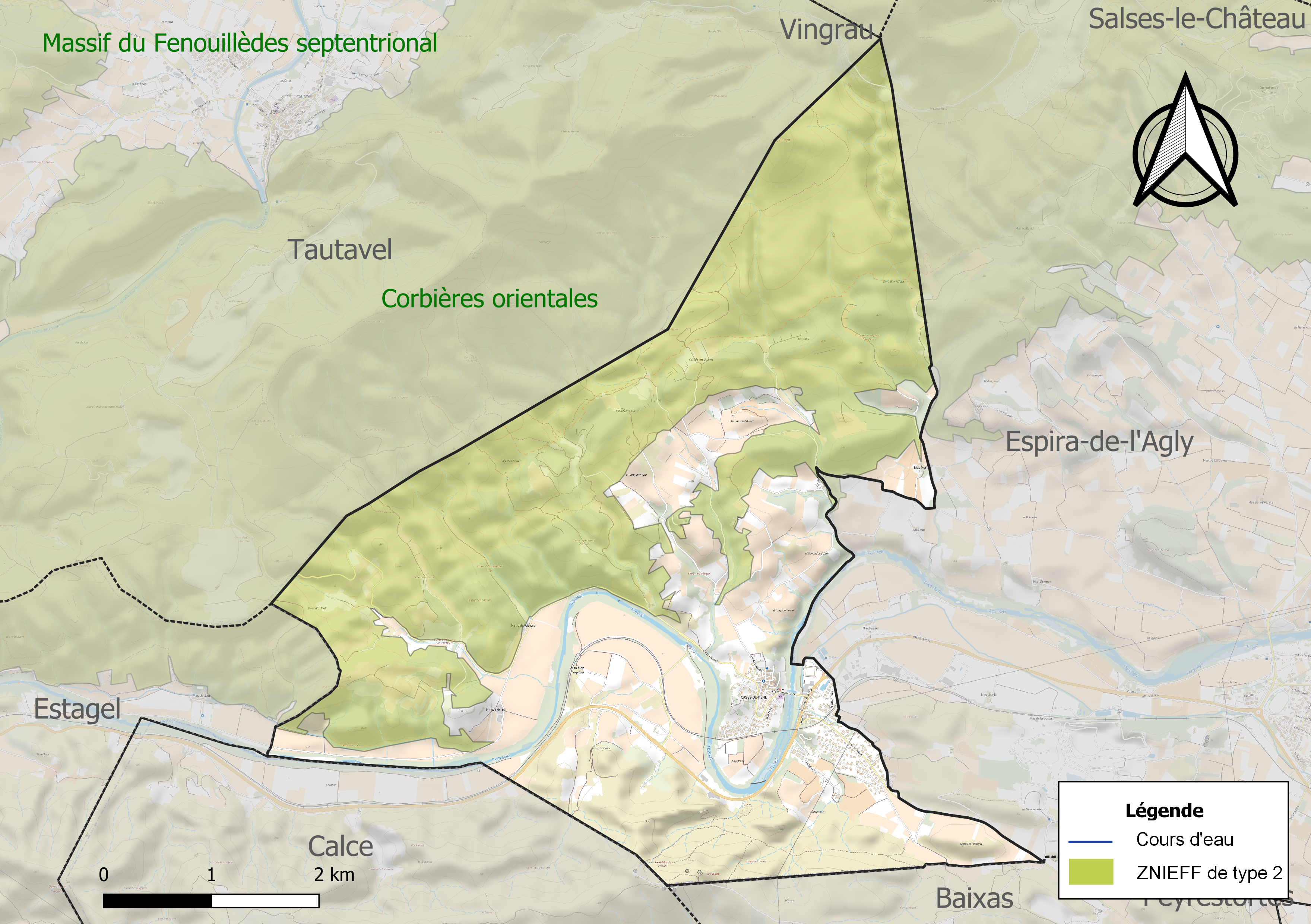
Carte de la ZNIEFF de type 2 sur la commune.

## Urbanisme

### Typologie
Au 1er janvier 2024, Cases-de-Pène est catégorisée commune rurale à habitat dispersé, selon la nouvelle grille communale de densité à sept niveaux définie par l'Insee en 2022.
Elle est située hors unité urbaine. Par ailleurs la commune fait partie de l'aire d'attraction de Perpignan, dont elle est une commune de la couronne,. Cette aire, qui regroupe 118 communes, est catégorisée dans les aires de 200 000 à moins de 700 000 habitants,.

### Occupation des sols
L'occupation des sols de la commune, telle qu'elle ressort de la base de données européenne d’occupation biophysique des sols Corine Land Cover (CLC), est marquée par l'importance des forêts et milieux semi-naturels (65,9 % en 2018), en diminution par rapport à 1990 (67,6 %). La répartition détaillée en 2018 est la suivante : 
milieux à végétation arbustive et/ou herbacée (59,1 %), cultures permanentes (30,4 %), forêts (6,7 %), zones urbanisées (3,3 %), zones agricoles hétérogènes (0,3 %), zones industrielles ou commerciales et réseaux de communication (0,1 %). L'évolution de l’occupation des sols de la commune et de ses infrastructures peut être observée sur les différentes représentations cartographiques du territoire : la carte de Cassini (XVIIIe siècle), la carte d'état-major (1820-1866) et les cartes ou photos aériennes de l'IGN pour la période actuelle (1950 à aujourd'hui).

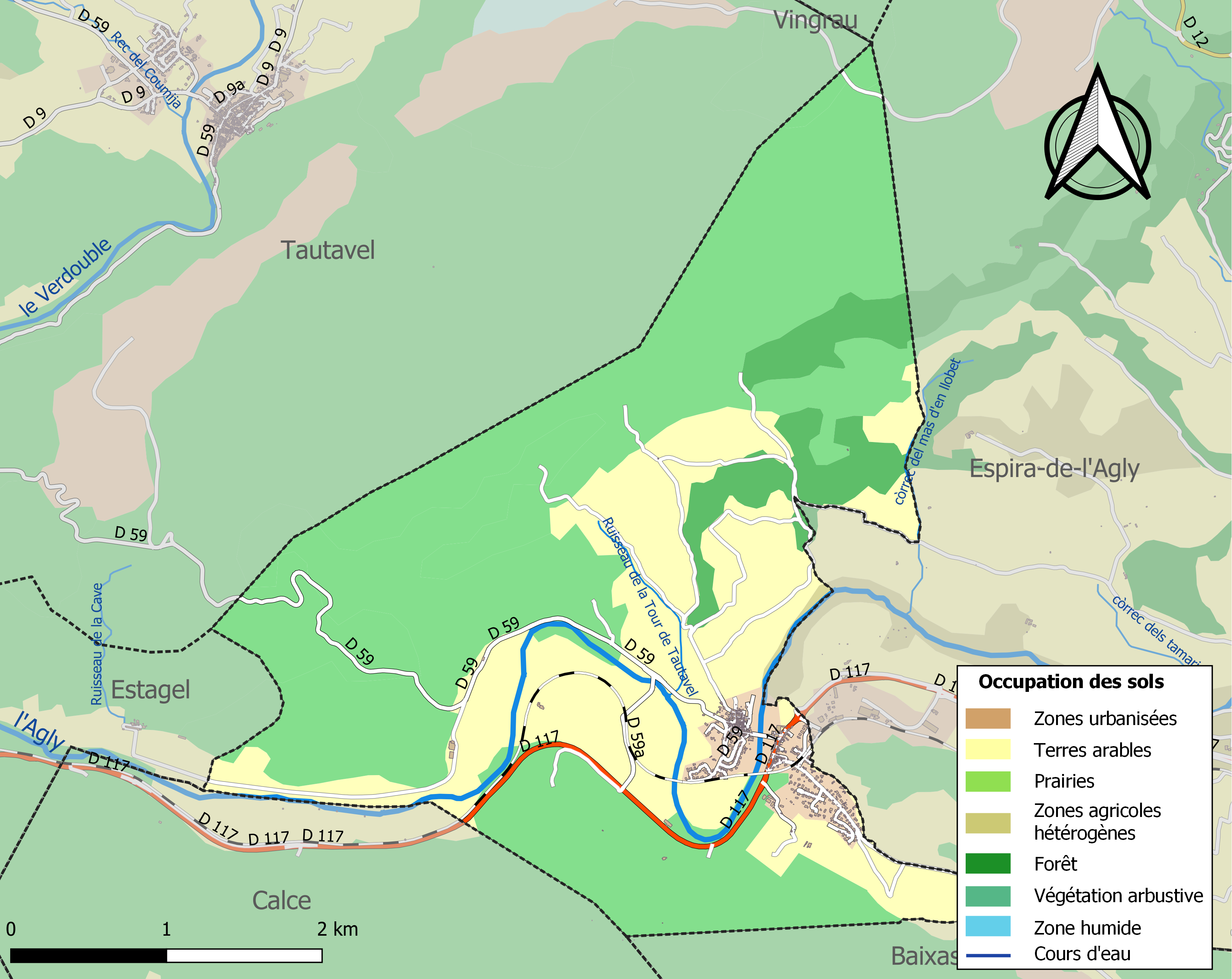
Carte des infrastructures et de l'occupation des sols de la commune en 2018 (CLC).

### Logement
En 2013, le nombre total de logements dans la commune était de 381.
Parmi ces logements, 84,2 % étaient des résidences principales, 2,9 % des résidences secondaires et 12,9 % des logements vacants.
La part des ménages propriétaires de leur résidence principale s’élevait à 83 %.

### Voies de communication et transports
- Gare de Cases-de-Pène[23] : située sur la ligne du train du pays Cathare et du Fenouillèdes.

La ligne 9 du réseau urbain Sankéo relie le centre de la commune au pôle d'échanges Languedoc situé à Perpignan.

### Risques majeurs
Le territoire de la commune de Cases-de-Pène est vulnérable à différents aléas naturels : inondations, climatiques (grand froid ou canicule), feux de forêts, mouvements de terrains et séisme (sismicité modérée). Il est également exposé à deux risques technologiques,  le transport de matières dangereuses et la rupture d'un barrage,.

#### Risques naturels
Certaines parties du territoire communal sont susceptibles d’être affectées par le risque d’inondation par crue torrentielle de cours d'eau du bassin de l'Agly.
Les mouvements de terrains susceptibles de se produire sur la commune sont soit des mouvements liés au retrait-gonflement des argiles, soit des glissements de terrains, soit des chutes de blocs, soit des effondrements liés à des cavités souterraines. Une cartographie nationale de l'aléa retrait-gonflement des argiles permet de connaître les sols argileux ou marneux susceptibles vis-à-vis de ce phénomène. L'inventaire national des cavités souterraines permet par ailleurs de localiser celles situées sur la commune.

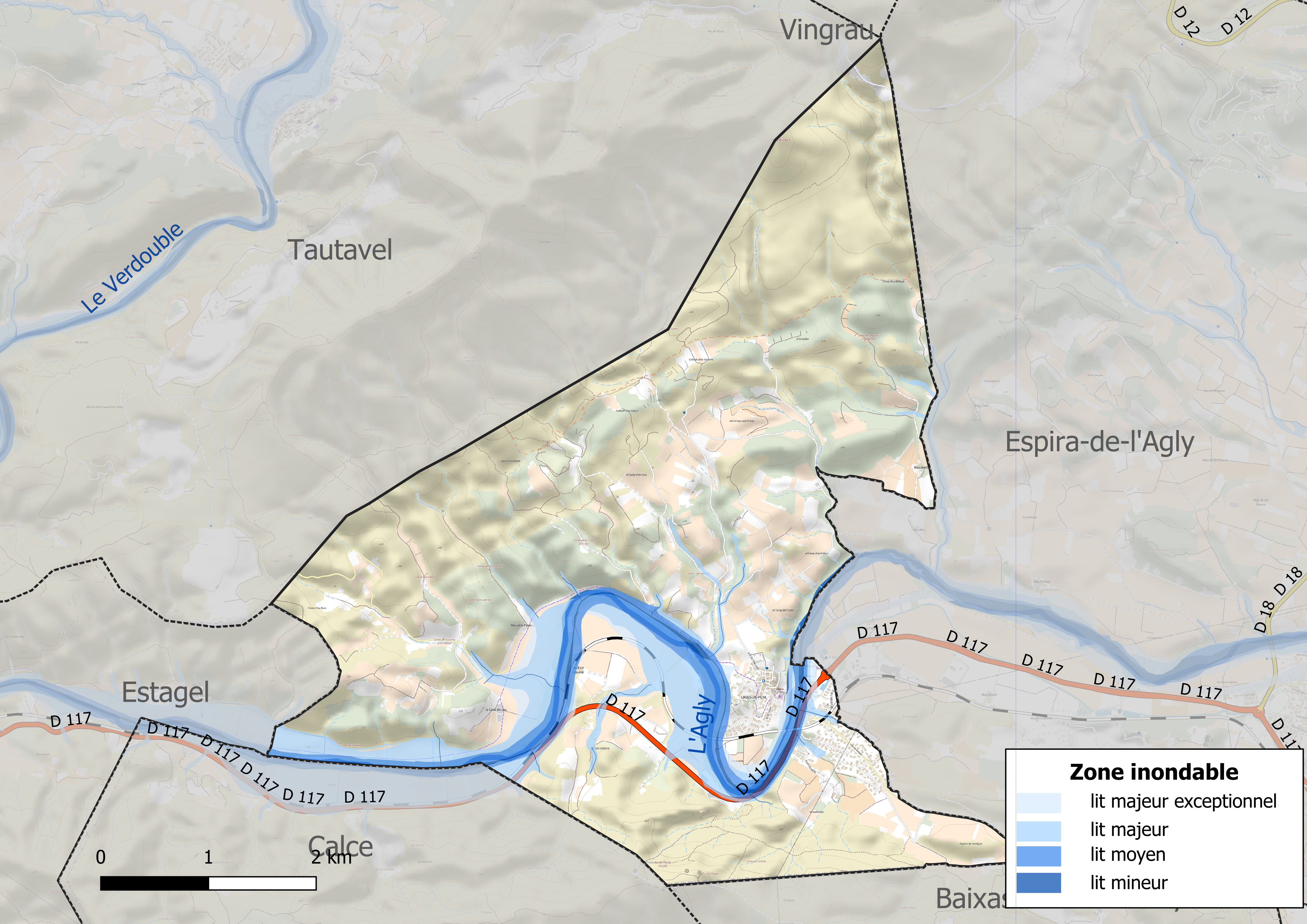
Carte des zones inondables.
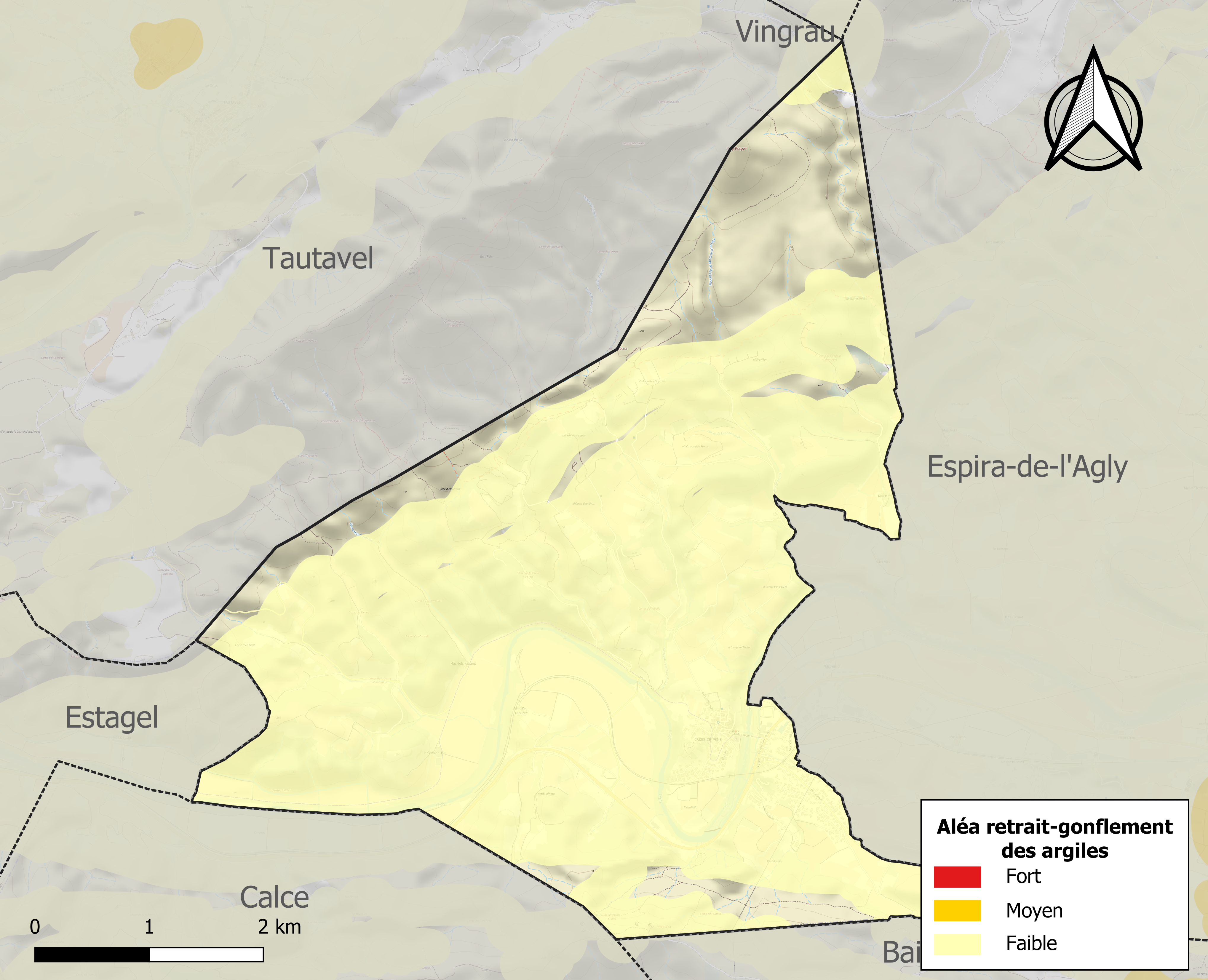
Carte des zones d'aléa retrait-gonflement des argiles.

#### Risques technologiques
Le risque de transport de matières dangereuses sur la commune est lié à sa traversée par une route à fort trafic. Un accident se produisant sur une telle infrastructure est en effet susceptible d’avoir des effets graves au bâti ou aux personnes jusqu’à 350 m, selon la nature du matériau transporté. Des dispositions d’urbanisme peuvent être préconisées en conséquence.
Dans le département des Pyrénées-Orientales, on dénombre sept grands barrages susceptibles d’occasionner des dégâts en cas de rupture. La commune fait partie des 66 communes susceptibles d’être touchées par l’onde de submersion consécutive à la rupture d’un de ces barrages, le barrage de Caramany sur l'Agly, un ouvrage de 57 m de hauteur construit en 1994.

## Toponymie
En catalan, le nom de la commune est les Cases de Pena, anciennement les Casasses. On trouve aussi le nom de Cazas d'Espira en 1774. Ce dernier nom s'explique par le fait que Cases-de-Pène dépendait de la paroisse d'Espira-de-l'Agly jusqu'en 1793.
Le lieu est mentionné pour la première fois par son château en 1011 (castellum Penna) puis en 1263 (castrum sive rupes de Penna). On trouve une mention du lieu en 1358 (loch de Pena) et le nom actuel en 1772 (Las Casas de Pena).

## Histoire
Le 28 février 1876, la commune de Cases-de-Pène procède à un échange de territoires avec la commune d'Espira-de-l'Agly.

## Politique et administration

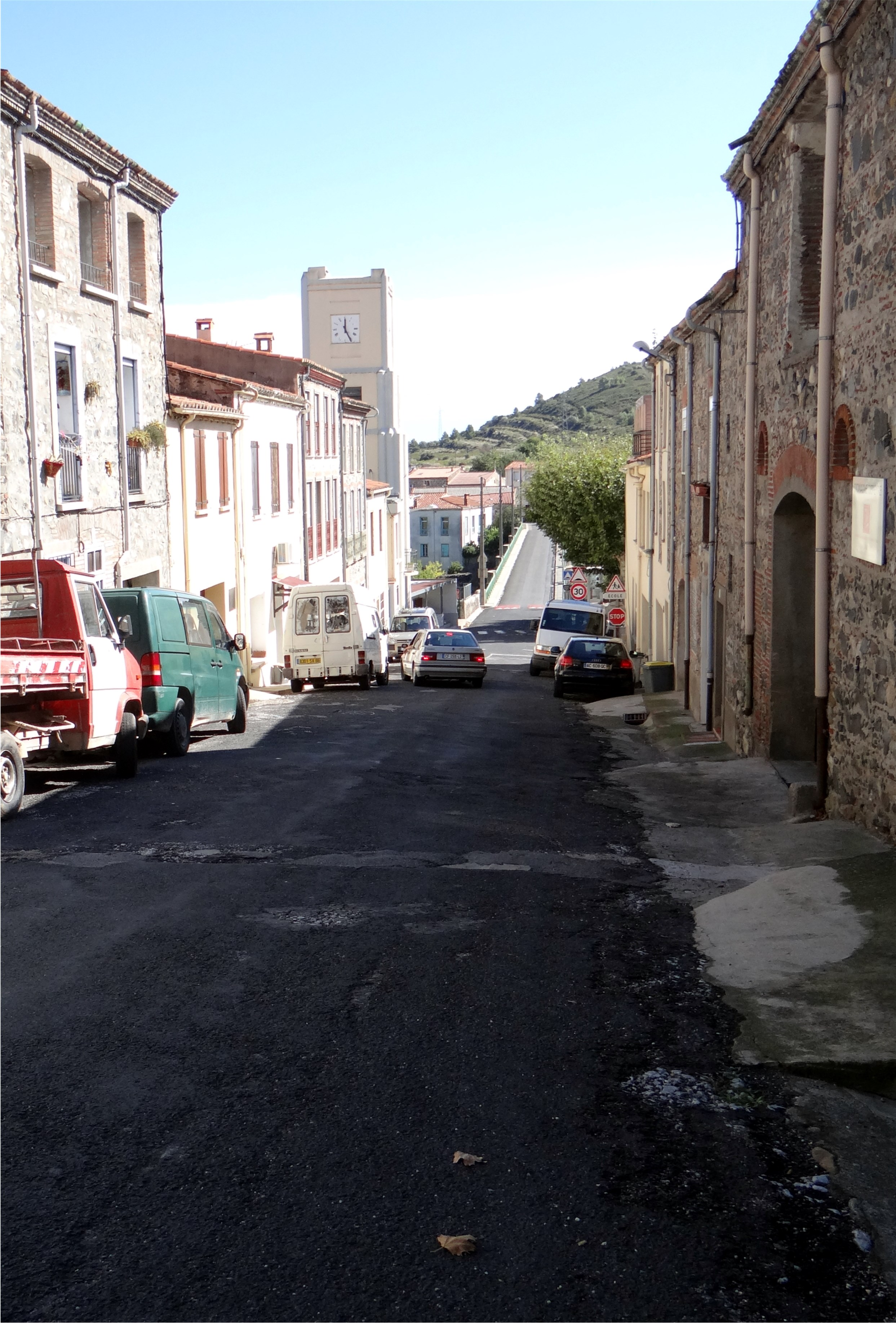
Rue de l'Hôtel de ville.

### Canton
En 1790, la commune de Cases-de-Pène est incluse dans le canton de Rivesaltes. Elle rejoint le canton d'Estagel en 1793 puis revient à partir de 1801 dans le canton de Rivesaltes, qu'elle ne quitte plus par la suite,.
À compter des élections départementales de 2015, la commune est incluse dans le nouveau canton de la Vallée de l'Agly.

### Politique environnementale
Qualité de l'eau
L'eau du forage de Cases-de-Pène est classée en 2011 :
- Bon état : nitrates, métaux, solvants chlorés ;
- État médiocre : pesticides, état chimique.

## Population et société

### Démographie ancienne
La population est exprimée en nombre de feux (f) ou d'habitants (H).
| 1358 | 1365 | 1378 | 1709 | 1730 | 1755 | 1767 | 1774 | 1789 |
| ---- | ---- | ---- | ---- | ---- | ---- | ---- | ---- | ---- |
| 14 f | 13 f | 10 f | 18 f | 12 f | 29 f | 83 H | 12 f | 22 f |

| 1790  | - | - | - | - | - | - | - | - |
| ----- | - | - | - | - | - | - | - | - |
| 116 H | - | - | - | - | - | - | - | - |

### Démographie contemporaine
L'évolution du nombre d'habitants est connue à travers les recensements de la population effectués dans la commune depuis 1793. Pour les communes de moins de 10 000 habitants, une enquête de recensement portant sur toute la population est réalisée tous les cinq ans, les populations de référence des années intermédiaires étant quant à elles estimées par interpolation ou extrapolation. Pour la commune, le premier recensement exhaustif entrant dans le cadre du nouveau dispositif a été réalisé en 2004.

En 2022, la commune comptait 978 habitants, en évolution de +6,3 % par rapport à 2016 (Pyrénées-Orientales : +3,92 %, France hors Mayotte : +2,11 %).
| 1793 | 1800 | 1806 | 1821 | 1831 | 1836 | 1841 | 1846 | 1851 |
| ---- | ---- | ---- | ---- | ---- | ---- | ---- | ---- | ---- |
| 137  | 140  | 157  | 210  | 232  | 260  | 272  | 307  | 325  |

| 1856 | 1861 | 1866 | 1872 | 1876 | 1881 | 1886 | 1891 | 1896 |
| ---- | ---- | ---- | ---- | ---- | ---- | ---- | ---- | ---- |
| 321  | 389  | 438  | 441  | 570  | 613  | 557  | 618  | 593  |

| 1901 | 1906 | 1911 | 1921 | 1926 | 1931 | 1936 | 1946 | 1954 |
| ---- | ---- | ---- | ---- | ---- | ---- | ---- | ---- | ---- |
| 518  | 577  | 542  | 517  | 512  | 506  | 504  | 406  | 432  |

| 1962 | 1968 | 1975 | 1982 | 1990 | 1999 | 2004 | 2006 | 2009 |
| ---- | ---- | ---- | ---- | ---- | ---- | ---- | ---- | ---- |
| 501  | 483  | 334  | 387  | 406  | 430  | 576  | 642  | 772  |

| 2014 | 2019 | 2022 | - | - | - | - | - | - |
| ---- | ---- | ---- | - | - | - | - | - | - |
| 881  | 940  | 978  | - | - | - | - | - | - |

| selon la population municipale des années : | 1968 | 1975 | 1982 | 1990 | 1999 | 2006 | 2009 | 2013 |
| Rang de la commune dans le département      | 85   | 125  | 110  | 109  | 110  | 94   | 91   | 91   |
| Nombre de communes du département           | 232  | 217  | 220  | 225  | 226  | 226  | 226  | 226  |

### Enseignement
Cases-de-Pène dispose d'une école primaire publique (maternelle et élémentaire), pour un effectif de 112 élèves.
Lors d'un conflit entre le maire et l'institutrice en 1908, cette dernière refuse de quitter son poste. Le maire fait alors murer la porte de l'école.

### Manifestations culturelles et festivités
- Fêtes patronales : lundis de Pâques et de Pentecôte[49] ;
- Fêtes communales : 27 juin et 31 décembre[49].

## Économie

### Revenus
En 2018, la commune compte 336 ménages fiscaux, regroupant 868 personnes. La médiane du revenu disponible par unité de consommation est de 20 470 € (19 350 € dans le département).

### Emploi
|                | 2008   | 2013   | 2018   |
| -------------- | ------ | ------ | ------ |
| Commune        | 8,7 %  | 12,4 % | 8,3 %  |
| Département    | 10,3 % | 12,9 % | 13,3 % |
| France entière | 8,3 %  | 10 %   | 10 %   |

En 2018, la population âgée de 15 à 64 ans s'élève à 613 personnes, parmi lesquelles on compte 80,9 % d'actifs (72,7 % ayant un emploi et 8,3 % de chômeurs) et 19,1 % d'inactifs,. En  2018, le taux de chômage communal (au sens du recensement) des 15-64 ans est inférieur à celui de la France et du département, alors qu'en 2008 il était supérieur à celui de la France.
La commune fait partie de la couronne de l'aire d'attraction de Perpignan, du fait qu'au moins 15 % des actifs travaillent dans le pôle,. Elle compte 92 emplois en 2018, contre 127 en 2013 et 130 en 2008. Le nombre d'actifs ayant un emploi résidant dans la commune est de 450, soit un indicateur de concentration d'emploi de 20,4 % et un taux d'activité parmi les 15 ans ou plus de 68,7 %.
Sur ces 450 actifs de 15 ans ou plus ayant un emploi, 52 travaillent dans la commune, soit 12 % des habitants. Pour se rendre au travail, 91,4 % des habitants utilisent un véhicule personnel ou de fonction à quatre roues, 2,2 % les transports en commun, 4,2 % s'y rendent en deux-roues, à vélo ou à pied et 2,2 % n'ont pas besoin de transport (travail au domicile).

### Activités hors agriculture

#### Secteurs d'activités
70 établissements sont implantés  à Cases-de-Pène au 31 décembre 2019. Le tableau ci-dessous en détaille le nombre par secteur d'activité et compare les ratios avec ceux du département,.
| Secteur d'activité                                                                                        | Commune | Commune | Département |
| Secteur d'activité                                                                                        | Nombre  | %       | %           |
| --- | ------- | ------- | ----------- |
| Ensemble                                                                                                  | 70      | 100 %   | (100 %)     |
| Industrie manufacturière, industries extractives et autres                                                | 11      | 15,7 %  | (8,7 %)     |
| Construction                                                                                              | 14      | 20 %    | (14,3 %)    |
| Commerce de gros et de détail, transports, hébergement et restauration                                    | 20      | 28,6 %  | (30,5 %)    |
| Information et communication                                                                              | 1       | 1,4 %   | (1,9 %)     |
| Activités financières et d'assurance                                                                      | 1       | 1,4 %   | (3 %)       |
| Activités immobilières                                                                                    | 3       | 4,3 %   | (6,2 %)     |
| Activités spécialisées, scientifiques et techniques et activités de services administratifs et de soutien | 13      | 18,6 %  | (13 %)      |
| Administration publique, enseignement, santé humaine et action sociale                                    | 5       | 7,1 %   | (13,9 %)    |
| Autres activités de services                                                                              | 2       | 2,9 %   | (8,5 %)     |

Le secteur du commerce de gros et de détail, des transports, de l'hébergement et de la restauration est prépondérant sur la commune puisqu'il représente 28,6 % du nombre total d'établissements de la commune (20 sur les 70 entreprises implantées  à Cases-de-Pène), contre 30,5 % au niveau départemental.

#### Entreprises et commerces
Les trois entreprises ayant leur siège social sur le territoire communal qui génèrent le plus de chiffre d'affaires en 2020 sont : 
- Compagnie Grands Vins Genereux De France - CGVGF, commerce de gros (commerce interentreprises) de boissons (1 923 k€)
- Agly Immo Invest, activités des marchands de biens immobiliers (1 k€)
- Yow, vente à distance sur catalogue spécialisé (0 k€)

### Agriculture

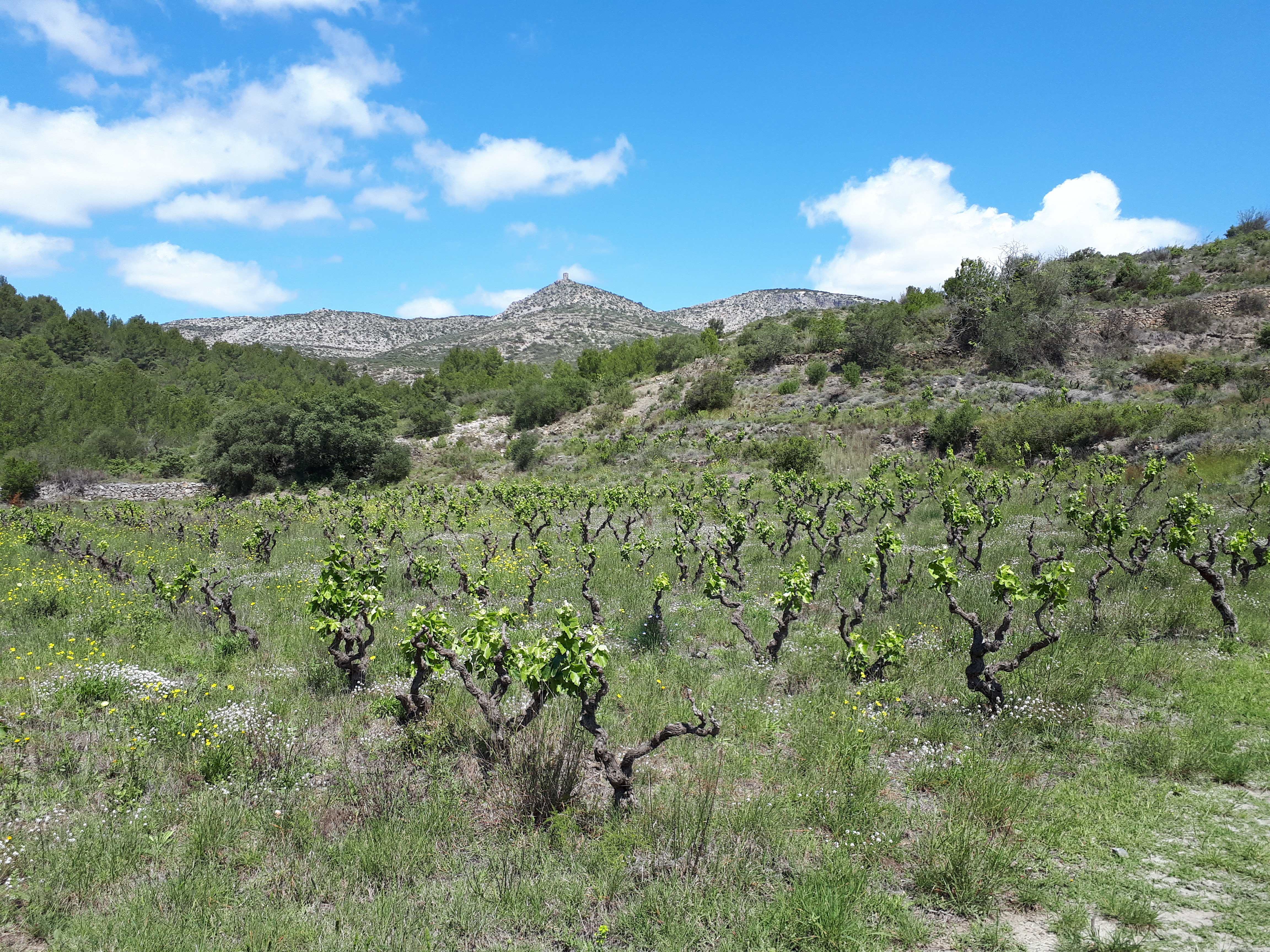
Petit vignoble, secteur nord de la commune. Au loin : la tour del Far, Tautavel.

La commune est dans les « Corbières du Roussillon », une petite région agricole occupant le nord du département des Pyrénées-Orientales. En 2020, l'orientation technico-économique de l'agriculture  sur la commune est la viticulture.
|               | 1988 | 2000 | 2010 | 2020 |
| ------------- | ---- | ---- | ---- | ---- |
| Exploitations | 60   | 34   | 21   | 18   |
| SAU (ha)      | 455  | 457  | 340  | 227  |

Le nombre d'exploitations agricoles en activité et ayant leur siège dans la commune est passé de 60 lors du recensement agricole de 1988  à 34 en 2000 puis à 21 en 2010 et enfin à 18 en 2020, soit une baisse de 70 % en 32 ans. Le même mouvement est observé à l'échelle du département qui a perdu pendant cette période 73 % de ses exploitations,. La surface agricole utilisée sur la commune a également diminué, passant de 455 ha en 1988 à 227 ha en 2020. Parallèlement la surface agricole utilisée moyenne par exploitation a augmenté, passant de 8 à 13 ha.

## Culture locale et patrimoine

### Monuments et lieux touristiques
- L'ermitage Notre-Dame-de-Pène ( Inscrit MH (1992)) est situé sur un éperon calcaire dominant la partie sud-ouest de la commune, près de l'emplacement de l'ancien château de Pène dont il n’en reste que de peu de vestiges.
- La Torre del Far : ancienne tour de signal, perchée entre Cases de Pene et Tautavel, accessible à pied par un chemin de randonnée balisé. Vigie de la plaine du Roussillon, de la vallée de l’Agly et du Verdouble.
- L'ancienne église Sainte-Colombe de Cases-de-Pène est une église romane en ruines.
- L'église paroissiale Sainte-Colombe de Cases-de-Pène a été construite au XVIIe siècle. Initialement uniquement dédiée à saint Pantaléon, on lui a adjoint sainte Colombe, patronne de l'église primitive[33],[55].

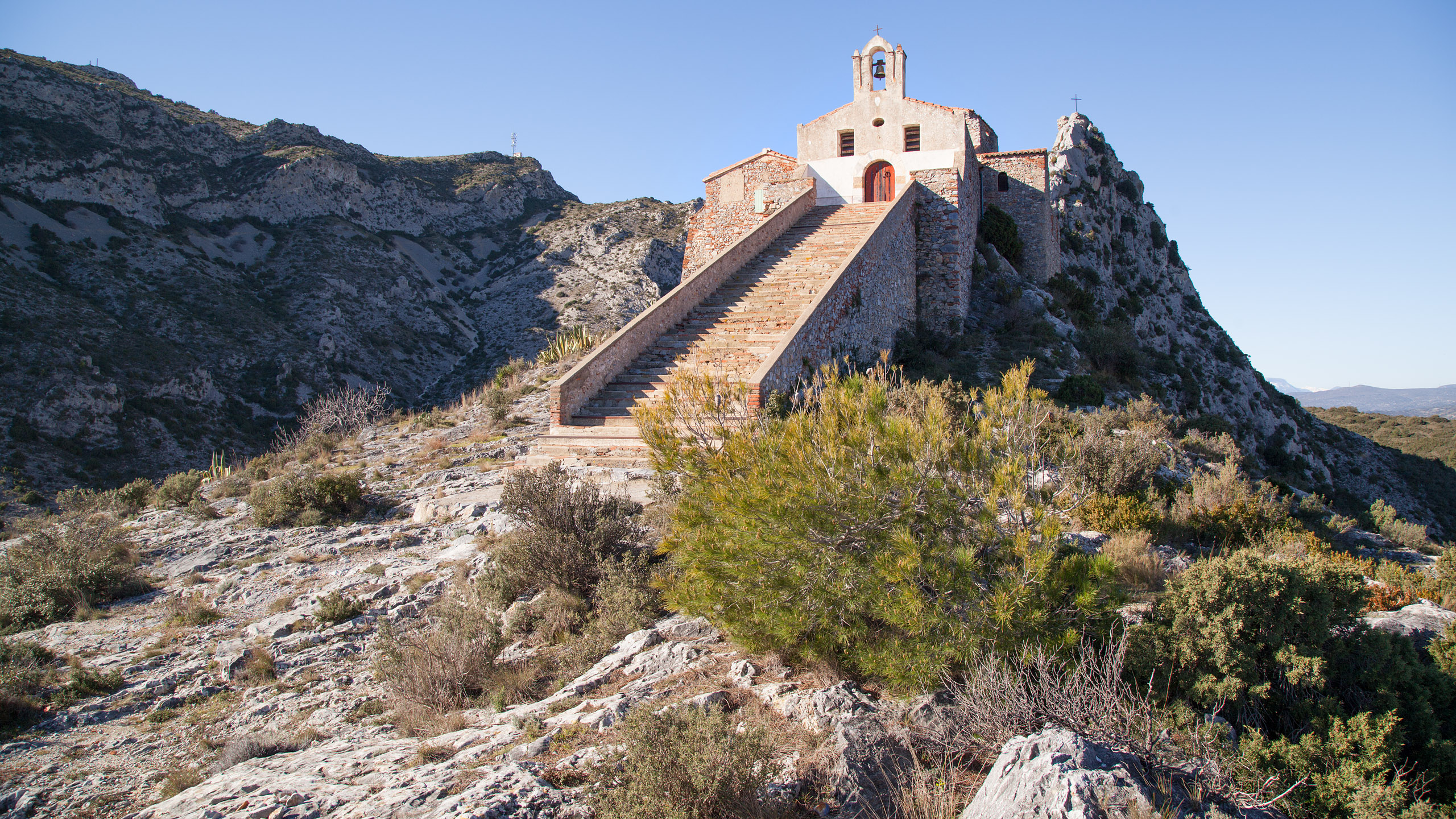
Ermitage Notre-Dame-de-Pène
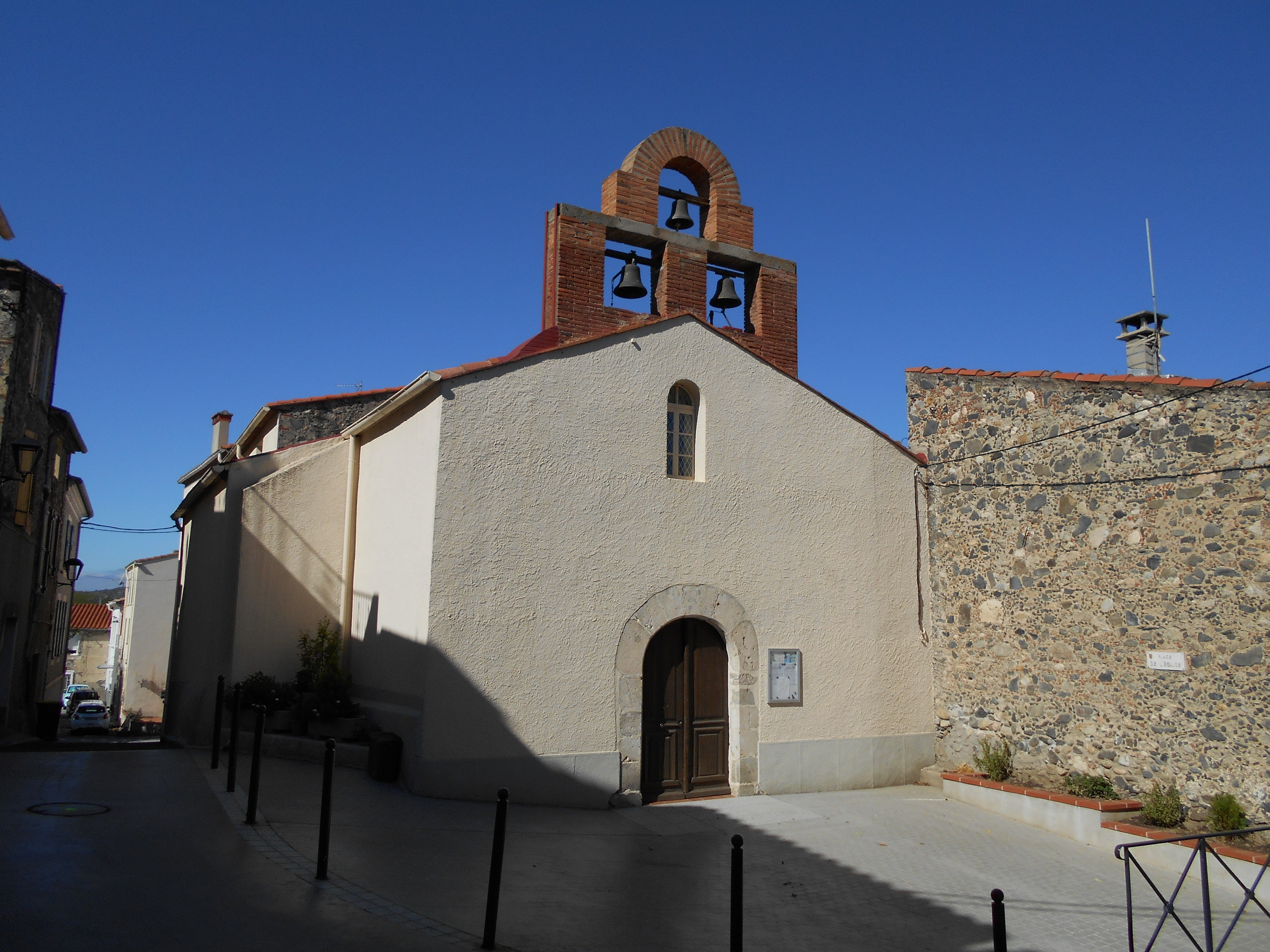
Église paroissiale Sainte-Colombe de Cases-de-Pène

### Personnalités liées à la commune
- Marcel Blanc : joueur de rugby, né à Cases-de-Pène en 1920.

### Héraldique
| Blason de Cases-de-Pène | Blason  | D'azur au cœur transpercé de sept glaives rayonnants, le tout d'argent. |
| Blason de Cases-de-Pène | Détails | Le statut officiel du blason reste à déterminer.                        |